# NGC 2931
NGC 2931 est une galaxie spirale située dans la constellation du Lion. NGC 2931 a été découverte par l'astronome prussien Heinrich d'Arrest en 1863.

## Caractéristiques
Sa vitesse par rapport au fond diffus cosmologique est de 7 775 ± 21 km/s, ce qui correspond à une distance de Hubble de 114,7 ± 8,0 Mpc (∼374 millions d'al).
NGC 2931 renferme des régions d'hydrogène ionisé.

## Un groupe de galaxies oublié?

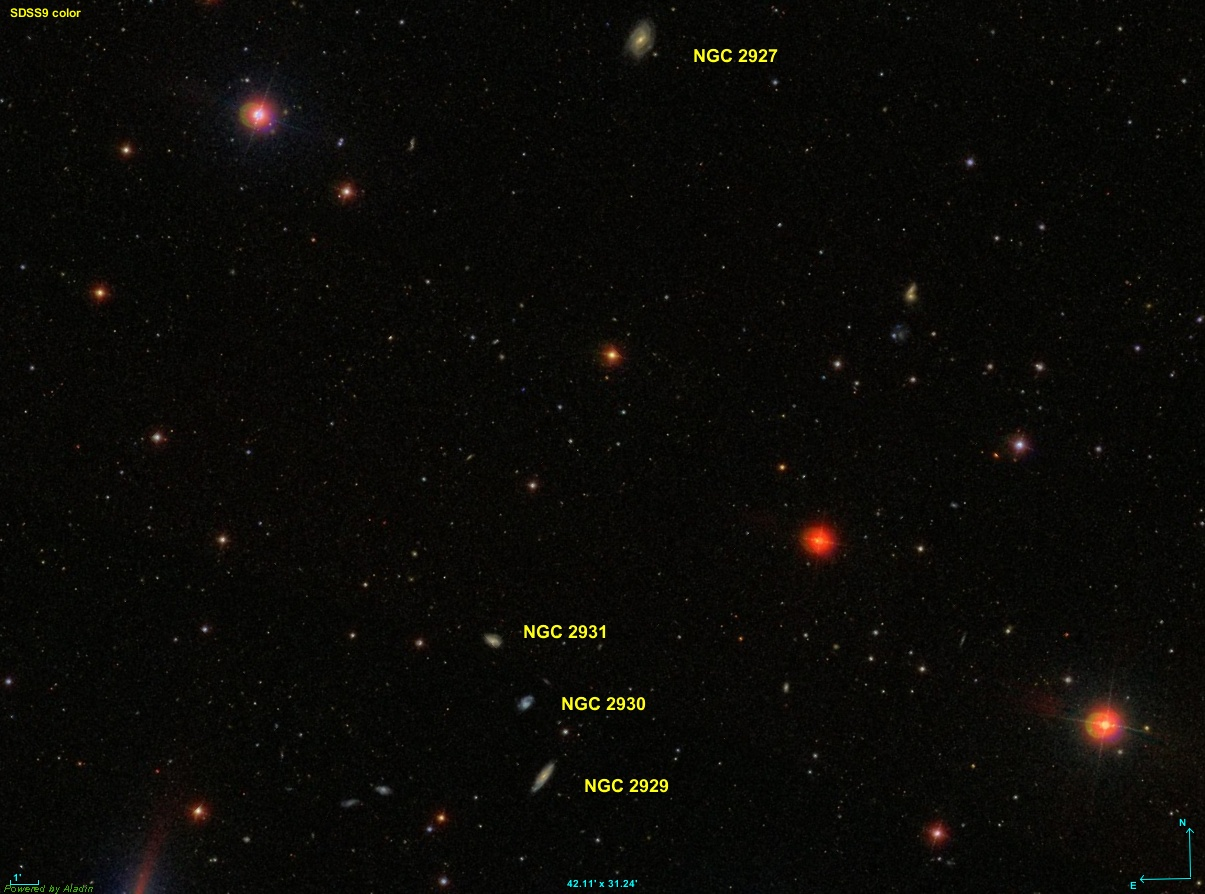
Un groupe de quatre galaxies dans la constellation du Lion?

Les galaxies NGC 2927, NGC 2929, NGC 2930 et NGC 2931 sont dans la même région de la constellation du Lion. Trois de ces quatre galaxies sont à des distances très semblables de la Voie lactée : NGC 2727 à 377 Mal, NGC 2929 à 375 Mal, NGC 2930 à 369 Mal et NGC 2931 à 374 Mal. On pourrait fort bien affirmer qu'elles forment un groupe de galaxies, mais aucune des sources consultées ne le mentionne.